# جزیره راس
جزیرهٔ راس جزیره‌ای است در دریای راس که از چهار آتشفشان در نزدیکیِ قاره قطب جنوب شکل گرفته‌است، این جزیره در سواحل ویکتوریا و در تنگهٔ مک موردو قرار دارد.

## جغرافیا
از آنجا ورقه‌های یخ همواره در جنوبگان وجود دارند و نیز بدلیلِ یخ بستگیِ دریا، گاهی این جزیره بخشی از قطب جنوب در نظر گرفته می‌شود. مساحت آن ۲۴۶۰ کیلومتر مربع (۹۵۰ مایل مربع) است. تنها بخش کوچکی از این جزیره آزاد از یخ و برف است.

## حیوانات وحشی جزیرهٔ راس
جزیرهٔ راس جمعیتی در حدودِ نیم میلیون پنگوئن آدلی را در خود دارد.